# أحمد حلس
أحمد محمد سليمان حلس ( أبو ماهر؛1951-) هو سياسي فلسطيني درس الأدب العربي في جامعة عين شمس في القاهرة وحصل على شهادة الليسانس عام 1976. ولد في حي الشجاعية في مدينة غزة ، وكان عضو بارز في حركة فتح وظل يشغل منصب أمين سر حركة فتح في قطاع غزة منذ قدوم الحركة إلى الضفة الغربية وقطاع غزة في عام 1994 حتى تم إلغاء هذا المنصب من جانب الرئيس محمود عباس في 2007. كما عمل لفترة مديرا للجان العمال في معهد العلوم والتكنولوجيا في خانيونس.
عانى حلس في مسيرة حياته ، فقد اعتقلته قوات الاحتلال أواخر سبعينات القرن العشرين بتهمة العضوية في مجموعة عسكرية ، ثمَّ اعتقلته مرة أخرى في آب عام 2008، كما ارتقى نجله محمد أثناء اجتياح قوات الاحتلال لحي الشجاعية في مدينة غزة  في الحادي عشر من شباط عام 2004، وتعرض لمحاولة اغتيال في آذارعام 2019.
ترشح ضمن قائمة حركة فتح لخوض الانتخابات التشريعية الفلسطينية 2021. أُعلن عن تأجيلها بمرسوم من الرئيس الفلسطيني محمود عباس في 30 أبريل 2021.